# Cirrhitichthys randalli
Cirrhitichthys randalli és una espècie de peix pertanyent a la família dels cirrítids.

## Hàbitat
És un peix marí, associat als esculls i de clima tropical que viu entre 55 i 65 m de fondària.

## Distribució geogràfica
Es troba a l'Índic occidental: Somàlia.

## Observacions
És inofensiu per als humans.